# 広済南路駅

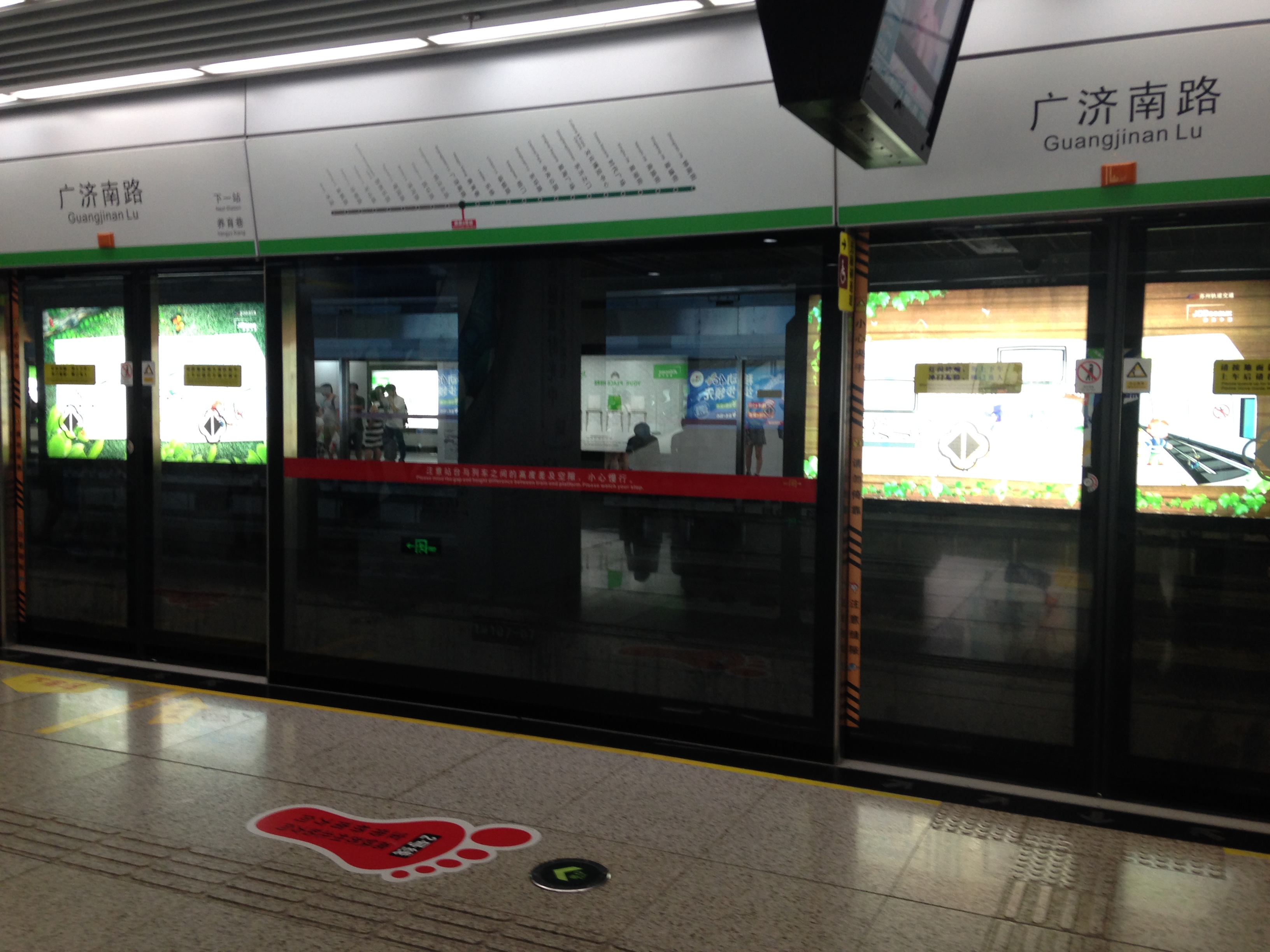
1号線ホーム

広済南路駅（こうさいなんろえき）は中華人民共和国江蘇省蘇州市姑蘇区に位置する、蘇州地下鉄1号線及び2号線の駅。

## 駅構造
地下2階に1号線の対面式ホーム2面2線、地下3階に2号線の島式ホーム1面2線がある。保安用にホームドアシステム（フルスクリーンタイプ）が装備される。

### のりば
案内上ののりば番号は設定されていない。
| 地下2階 対面式2面2線 | 上り | ■1号線 | 楽橋・中央公園・鍾南街方面     |
| 地下2階 対面式2面2線 | 下り | ■1号線 | 蘇州楽園・木瀆方面             |
| 地下3階 島式1面2線   | 上り | ■2号線 | 蘇州駅・高鉄蘇州北駅・騎河方面 |
| 地下3階 島式1面2線   | 下り | ■2号線 | 石湖東路・宝帯橋南・桑田島方面 |

## 駅周辺
周辺には蘇州市地方税務局、蘇州地下鉄の本社ビル、石路商業区などがある。

## 歴史
- 2012年4月9日 - 1号線の駅として開業[1]。
- 2013年12月28日 - 2号線開業により乗り換え駅となる[2]。

## 隣の駅
蘇州地下鉄
■1号線
桐涇北路駅 - 広済南路駅 - 養育巷駅
■2号線
石路駅 - 広済南路駅 - 三香広場駅